# キャリック＝オン＝シャノン
キャリック＝オン＝シャノン (Carrick-on-Shannon) は、アイルランドのコノート地方リートリム県のタウンで、同国で人口の最も少ないカウンティ・タウン（県都）である。

## 概要
2011年の国勢調査での人口は3,980人であった。
シャノン川の渡河ポイントに位置している。

## 姉妹都市
- セソン･セヴィニェ（フランス共和国 ブルターニュ地方 イル･エ･ヴィレーヌ県）
- ローム（アメリカ合衆国 ジョージア州）